# Coppa Davis 2019
La Coppa Davis 2019 è stata la 108ª edizione del torneo mondiale tra squadre nazionali di tennis maschile.
Diciotto squadre presero parte alle Finali e più di cento ai gruppi zonali.
A partire dalla presente edizione il formato della competizione è cambiato: la modifica più importante riguarda l'istituzione delle finali, al posto del gruppo mondiale, disputate nell'arco di una settimana, con diciotto squadre divise in sei gruppi da tre squadre ciascuno. Le sfide tra queste squadre prevedevano due incontri di singolare e una di doppio. Ebbero accesso ai quarti di finale le nazioni vincitrici del proprio girone, più le due migliori seconde.
I gruppi zonali, invece, erano costituiti da singoli incontri, che determinarono la promozione o la retrocessione. I match non si disputarono più al meglio dei cinque set, ma dei tre.

## Finali
Alle finali presero parte diciotto nazioni: le quattro semifinaliste della precedente edizione, due wild-card e le dodici vincitrici del turno di qualificazione.
I match delle finali si disputarono a Madrid in Spagna, sui campi di cemento della Caja Mágica, dal 18 al 24 novembre 2019.

### Squadre partecipanti
- Argentina (WC)
- Australia
- Belgio
- Canada
- Cile
- Colombia

- Croazia
- Francia
- Germania
- Gran Bretagna (WC)
- Italia
- Giappone

- Kazakistan
- Paesi Bassi
- Russia
- Serbia
- Spagna (H)
- Stati Uniti

Teste di serie:

Le 18 squadre furono suddivise in 6 gironi di tre squadre, le teste di serie furono scelta in base al posto nel ranking di Coppa Davis del 4 febbraio 2019. Le prime sei nazioni furono sorteggiate e inserite nella posizione 1 di ciascun gruppo; dal settimo al dodicesimo posto furono inserite alla posizione 2 e le restanti squadre alla posizione 3.
1. Francia
2. Croazia
3. Argentina
4. Belgio
5. Gran Bretagna
6. Stati Uniti

1. Spagna
2. Serbia
3. Australia
4. Italia
5. Germania
6. Kazakistan

1. Canada
2. Giappone
3. Colombia
4. Paesi Bassi
5. Russia
6. Cile

### Fase a gruppi
Gli incontri della fase a gironi si svolsero dal 18 al 21 novembre. Oltre alle sei squadre vincenti dei gruppi, si qualificarono ai quarti di finale le migliori seconde Russia e Argentina, che ebbero una migliore percentuale di set vinti rispetto alle altre seconde Francia, Belgio, Kazakistan e Stati Uniti.
|  | Qualificate per la fase a eliminazione diretta |

P = Punti, M = Match, S = Set
| Gruppo | Vincenti      | Vincenti | Vincenti | Vincenti | Seconde     | Seconde | Seconde | Seconde | Terze       | Terze | Terze | Terze |
| Gruppo | Nazione       | P        | M        | S        | Nazione     | P       | M       | S       | Nazione     | P     | M     | S     |
| ------ | ------------- | -------- | -------- | -------- | ----------- | ------- | ------- | ------- | ----------- | ----- | ----- | ----- |
| A      | Serbia        | 2–0      | 5–1      | 10–2     | Francia     | 1–1     | 3–3     | 6–7     | Giappone    | 0–2   | 1–5   | 3–10  |
| B      | Spagna        | 2–0      | 5–1      | 11–2     | Russia      | 1–1     | 4–2     | 8–6     | Croazia     | 0–2   | 0–6   | 1–12  |
| C      | Germania      | 2–0      | 5–1      | 11–4     | Argentina   | 1–1     | 3–3     | 8–6     | Cile        | 0–2   | 1–5   | 2–11  |
| D      | Australia     | 2–0      | 5–1      | 10–3     | Belgio      | 1–1     | 3–3     | 7–7     | Colombia    | 0–2   | 1–5   | 4–11  |
| E      | Gran Bretagna | 2–0      | 4–2      | 10–5     | Kazakistan  | 1–1     | 3–3     | 7–7     | Paesi Bassi | 0–2   | 2–4   | 5–10  |
| F      | Canada        | 2–0      | 4–2      | 9–5      | Stati Uniti | 1–1     | 3–3     | 7–8     | Italia      | 0–2   | 2–4   | 7–10  |

### Fase a eliminazione diretta
|  | Quarti di finale | Quarti di finale | Quarti di finale |        |               | Semifinali    | Semifinali | Semifinali |  |  | Finale | Finale | Finale |  |
|  |                  |                  |                  |        |               |               |            |            |  |  |        |        |        |  |
|  | 8                | Serbia           | 1                |        |               |               |            |            |  |  |        |        |        |  |
|  | 8                | Serbia           | 1                |        |               |               |            |            |  |  |        |        |        |  |
|  | 17               | Russia           | 2                |        |               |               |            |            |  |  |        |        |        |  |
|  | 17               | Russia           | 2                |        | Russia        | Russia        | 1          |            |  |  |        |        |        |  |
|  |                  |                  |                  |        | Russia        | Russia        | 1          |            |  |  |        |        |        |  |
|  |                  |                  | Canada           | Canada | 2             |               |            |            |  |  |        |        |        |  |
|  | 9                | Australia        | Canada           | Canada | 2             | 1             |            |            |  |  |        |        |        |  |
|  | 9                | Australia        |                  |        |               |               |            |            |  |  |        |        |        |  |
|  | 13               | Canada           | 2                |        |               |               |            |            |  |  |        |        |        |  |
|  | 13               | Canada           | 2                |        | Canada        | Canada        | 0          |            |  |  |        |        |        |  |
|  |                  |                  |                  |        |               |               |            |            |  |  |        |        |        |  |
|  |                  |                  | Spagna           | Spagna | 2             |               |            |            |  |  |        |        |        |  |
|  | 5                | Gran Bretagna    | Spagna           | Spagna | 2             | 2             |            |            |  |  |        |        |        |  |
|  | 5                | Gran Bretagna    |                  |        |               |               |            |            |  |  |        |        |        |  |
|  | 11               | Germania         | 0                |        |               |               |            |            |  |  |        |        |        |  |
|  | 11               | Germania         | 0                |        | Gran Bretagna | Gran Bretagna | 1          |            |  |  |        |        |        |  |
|  |                  |                  |                  |        | Gran Bretagna | Gran Bretagna | 1          |            |  |  |        |        |        |  |
|  |                  |                  | Spagna           | Spagna | 2             |               |            |            |  |  |        |        |        |  |
|  | 3                | Argentina        | Spagna           | Spagna | 2             | 1             |            |            |  |  |        |        |        |  |
|  | 3                | Argentina        |                  |        |               |               |            |            |  |  |        |        |        |  |
|  | 7                | Spagna           | 2                |        |               |               |            |            |  |  |        |        |        |  |

## Turno di qualificazione
Le dodici nazioni vincitrici si qualificano per le finali. I match si sono disputati tra il 1º e il 2 febbraio 2019.
Le dodici nazioni perdenti, invece, giocano nel Gruppo I del rispettivo gruppo zonale continentale.
| Squadra in casa | Punteggio | Squadra in trasferta | Sede                 | Impianto                           | Superficie      |
| --------------- | --------- | -------------------- | -------------------- | ---------------------------------- | --------------- |
| Brasile         | 1 – 3     | Belgio               | Uberlândia           | Ginásio Municipal Tancredo Neves   | Terra rossa (i) |
| Uzbekistan      | 2 – 3     | Serbia               | Tashkent             | Saxovat Sport Servis Sport Complex | Cemento (i)     |
| Australia       | 4 – 0     | Bosnia ed Erzegovina | Adelaide             | Memorial Drive Tennis Club         | Cemento         |
| India           | 1 – 3     | Italia               | Calcutta             | Calcutta South Club                | Erba            |
| Germania        | 5 – 0     | Ungheria             | Francoforte sul Meno | Fraport Arena                      | Cemento (i)     |
| Svizzera        | 1 – 3     | Russia               | Bienne               | Swiss Tennis Arena                 | Cemento (i)     |
| Kazakistan      | 3 – 1     | Portogallo           | Astana               | Daulet National Tennis Centre      | Cemento (i)     |
| Rep. Ceca       | 1 – 3     | Paesi Bassi          | Ostrava              | Ostravar Aréna                     | Cemento (i)     |
| Colombia        | 4 – 0     | Svezia               | Bogotà               | Palacio de los Deportes            | Terra rossa (i) |
| Austria         | 2 – 3     | Cile                 | Salisburgo           | Salzburgarena                      | Terra rossa (i) |
| Slovacchia      | 2 – 3     | Canada               | Bratislava           | Aegon Arena                        | Terra rossa (i) |
| Cina            | 2 – 3     | Giappone             | Canton               | Guangdong Olympic Tennis Centre    | Cemento         |

## Zona Americana

### Gruppo I
Teste di Serie:
1. Brasile
2. Ecuador
3. Rep. Dominicana

Altre: 
- Barbados
- Venezuela
- Uruguay

| Squadra di casa | Punteggio | Squadra ospite      | Sede       | Impianto                       | Superficie  |
| --------------- | --------- | ------------------- | ---------- | ------------------------------ | ----------- |
| Brasile [1]     | 3–1       | Barbados            | Criciúma   | Sociedade Recreativa Mampituba | Terra rossa |
| Venezuela       | 0–4       | Ecuador [2]         | Doral1     | Doral Park Country Club        | Cemento     |
| Uruguay         | 3–1       | Rep. Dominicana [3] | Montevideo | Carrasco Lawn Tennis Club      | Terra rossa |

1 A causa della crisi, il Venezuela ha giocato le partite di casa negli Stati Uniti.

### Gruppo II
Nazioni partecipanti:
Teste di Serie:
1. Perù
2. Messico
3. Guatemala

Altre: 
- Bolivia
- El Salvador
- Paraguay

| Squadra di casa | Punteggio | Squadra ospite | Sede                | Impianto                                 | Superficie  |
| --------------- | --------- | -------------- | ------------------- | ---------------------------------------- | ----------- |
| El Salvador     | 2–3       | Perù [1]       | Santa Tecla         | Complejo Polideportivo de Ciudad Merliot | Cemento     |
| Paraguay        | 1–4       | Messico [2]    | Asunción            | Club Internacional de Tenis              | Terra rossa |
| Guatemala [3]   | 2–3       | Bolivia        | Città del Guatemala | Federación Nacional de Tenis             | Cemento     |

### Gruppo III
Nazioni partecipanti:
Gruppo A:
- Antigua e Barbuda
- Bahamas
- Costa Rica
- Porto Rico
- Isole Vergini Americane

Gruppo B:
- Bermuda
- Cuba
- Honduras
- Giamaica
- Panama
- Trinidad e Tobago

Vincitore:  Costa Rica

## Zona Asia/Oceania

### Gruppo I
Nazioni partecipanti:
Teste di Serie:
1. India
2. Uzbekistan
3. Cina

Altre: 
- Corea del Sud
- Libano
- Pakistan

| Squadra di casa | Punteggio | Squadra ospite | Sede       | Impianto                                     | Superficie  |
| --------------- | --------- | -------------- | ---------- | -------------------------------------------- | ----------- |
| Pakistan        | 0–4       | India [1]      | Nur-Sultan | National Tennis Centre                       | Cemento (i) |
| Libano          | 2–3       | Uzbekistan [2] | Jounieh    | Automobile and Touring Club of Lebanon       | Terra rossa |
| Cina [3]        | 1–3       | Corea del Sud  | Guiyang    | Guiyang Olympic Sports Center Tennis Stadium | Cemento     |

### Gruppo II
Nazioni partecipanti:
Teste di Serie:
1. Thailandia
2. Nuova Zelanda
3. Taipei cinese

Altre: 
- Hong Kong
- Indonesia
- Filippine

| Squadra di casa | Punteggio | Squadra ospite    | Sede       | Impianto                           | Superficie |
| --------------- | --------- | ----------------- | ---------- | ---------------------------------- | ---------- |
| Thailandia [1]  | 3–1       | Filippine         | Nonthaburi | National Tennis Development Centre | Cemento    |
| Indonesia       | 1–3       | Nuova Zelanda [2] | Giacarta   | Gelora Bung Karno Sports Complex   | Cemento    |
| Hong Kong       | 0–4       | Taipei cinese [3] | Hong Kong  | Victoria Park Tennis Stadium       | Cemento    |

### Gruppo III
Nazioni partecipanti:
Gruppo A:
- Kuwait
- Singapore
- Sri Lanka
- Vietnam

Gruppo B:
- Iran
- Malaysia
- Qatar
- Siria

Vincitore:  Vietnam

### Gruppo IV
Nazioni partecipanti:
Gruppo A:
- Bangladesh
- Comunità del Pacifico
- Arabia Saudita

Gruppo B:
- Bahrein
- Iraq
- Oman

Gruppo C:
- Guam
- Giordania
- Mongolia
- Turkmenistan

Gruppo D:
- Cambogia
- Kirghizistan
- Tagikistan
- Emirati Arabi Uniti

Vincitori:  Comunità del Pacifico e  Giordania

## Zona Europa/Africa

### Gruppo I
Nazioni partecipanti:
Teste di Serie:
- Rep. Ceca
- Svezia
- Austria
- Ungheria
- Svizzera
- Portogallo

Altre:
- Bielorussia
- Bosnia ed Erzegovina
- Finlandia
- Israele
- Slovacchia
- Ucraina

| Squadra di casa      | Punteggio | Squadra ospite | Sede       | Impianto                                  | Superficie  |
| -------------------- | --------- | -------------- | ---------- | ----------------------------------------- | ----------- |
| Bosnia ed Erzegovina | 2–3       | Rep. Ceca [1]  | Zenica     | Arena Zenica                              | Cemento (i) |
| Svezia [2]           | 3–1       | Israele        | Stoccolma  | Kungliga tennishallen                     | Cemento (i) |
| Finlandia            | 2–3       | Austria [3]    | Espoo      | Espoo Metro Arena                         | Cemento (i) |
| Ungheria [4]         | 3–2       | Ucraina        | Budapest   | Sport 11 Sports, Leisure and Event Center | Terra rossa |
| Slovacchia           | 3–1       | Svizzera [5]   | Bratislava | AXA Aréna NTC                             | Terra rossa |
| Bielorussia          | 3–2       | Portogallo [6] | Minsk      | Republic Olympic Tennis Center            | Cemento (i) |

### Gruppo II
Nazioni partecipanti:
Teste di Serie:
- Romania
- Sudafrica
- Danimarca
- Lituania
- Egitto
- Norvegia

Altre:
- Bulgaria
- Georgia
- Marocco
- Slovenia
- Turchia
- Zimbabwe

| Squadra di casa | Punteggio | Squadra ospite | Sede           | Impianto                       | Superficie  |
| --------------- | --------- | -------------- | -------------- | ------------------------------ | ----------- |
| Romania [1]     | 4–1       | Zimbabwe       | Piatra Neamț   | Polyvalent Hall                | Cemento (i) |
| Sudafrica [2]   | 4–1       | Bulgaria       | Città del Capo | Kelvin Grove Club              | Cemento     |
| Danimarca [3]   | 2–3       | Turchia        | Risskov        | Vejlby-Risskov Hallen          | Cemento (i) |
| Marocco         | 2–3       | Lituania [4]   | Marrakech      | Royal Tennis Club de Marrakech | Terra rossa |
| Egitto [5]      | 1–3       | Slovenia       | Il Cairo       | Gezira Sporting Club           | Terra rossa |
| Norvegia [6]    | 3–1       | Georgia        | Oslo           | Njård Tennisklubb              | Terra rossa |

### Gruppo III Europa
Nazioni partecipanti:
Gruppo A:
- Grecia
- Lussemburgo
- Monaco
- Polonia

Gruppo B:
- Estonia
- Lettonia
- Montenegro
- Macedonia del Nord

Vincitore:  Polonia

### Gruppo III Africa
Nazioni partecipanti:
Gruppo A:
- Mozambico
- Namibia
- Nigeria
- Tunisia

Gruppo B:
- Algeria
- Benin
- Kenya
- Madagascar

Vincitore:  Tunisia